# Dan Halter
Dan Halter (* 1977 in Harare, Simbabwe) ist ein südafrikanischer Künstler.

## Leben
Sein Großvater kam in den 1930er Jahren aus der Schweiz nach Simbabwe, wo er das Haus baute, in dem er aufwuchs. Dan Halter studierte an der Universität Kapstadt und schloss sein Studium 2001 mit dem Bachelor of Fine Arts ab. Derzeit lebt und arbeitet er in Südafrika. Seine Werke werden international ausgestellt.

## Werk
Dan Halters Kunst spielt auf die soziohistorische Lage Afrikas an.
Die komplexen Beziehungen zwischen Südafrika und Simbabwe haben einen großen Einfluss auf Halters Werk. Er verwendet alltägliche Materialien aus beiden Ländern, die, als Elemente afrikanischer Kultur, auf den afrikanischen Kontinent als Ganzes verweisen sollen.
Er möchte mit seiner Kunst auf die Menschenrechte-Problematik des Kontinents aufmerksam machen.
In seiner Arbeit V for Vendetta (2014) haben afrikanisch anmutende Masken etwa das Gesicht von Guy Fawkes.
A row of masks, which at first glance, appears as a cliché of the wall of a Western African art collector […] the masks were all versions Guy Fawkes masks constructed in the style of various cultures and regions on the continent. The display subverts the practice of westerners collecting pieces of non-western culture, questioning the African art collector’s misconception African cultures as monolithic, primitive, and frozen in time. The masks also critique the consumption of cultural artifacts and their changing means of production – from the ceremonial to the pieces that are solely produced for the consumption of tourists and collectors. These masks have been infused with new power and meaning by means of the appropriation of Western revolutionary iconography. (M.C. Stevens)
Die auf politischen Widerstand verweisende Arbeit war bis Ende Februar 2017 in der Ausstellung Mir ist das Leben lieber im Weserburg Museum in Bremen zu sehen.
Halters Kommentar zu seiner Kunst: I am an observer of the world and the things I make offer a social commentary in a somewhat ambiguous way. und My work deals with my sense of dislocated national identity, human migration and the dark humour of present realities in Southern Africa – largely a backlash to a history of oppression that continues to this day. I use ubiquitous materials and employ local popular visual strategies as a form of expression. This often exploits the language of craft and curio in a conceptual art context.
Seit einigen Jahren arbeitet er mit Bienco Ikete, einem Flüchtling aus der Demokratischen Republik Kongo, zusammen. Gemeinsam haben sie eine Methode entwickelt, um Kunstwerke aus dünnen Papierstreifen zu flechten.

## Artist in Residence
Dan Haltern hat an sechs Artist-in-Residence-Programmen teilgenommen.
- Residenz in Zürich, Schweiz 2018, Pro Helvetia
- Residenz in Köln, Deutschland 2017, CAT Köln
- Residenz in Turin, Italien 2014, Teil von 9 Stadtbiotope
- Residenz in Dufftown, Schottland 2010, von Glenfiddich
- Residenz in Rio de Janeiro, Brasilien 2008, Preis von VideoBrasil
- Residenz in Zürich, Schweiz 2008, Pro Helvetia

In den Monaten Oktober und November 2017 war er zu Gast bei der CAT Cologne. Er arbeitete in Einbeck, in einer der ältesten europäischen Blaudruck-Manufakturen, die seit 1638 besteht. Während seines Aufenthalts schuf Halter Stoffmuster, inspiriert von der „Shweshwe“-Stofftradition, die von deutschen Siedlern im 19. Jahrhundert nach Südafrika gebracht wurde. Dabei verarbeitete er persönliche Elemente wie Fingerabdrücke und das Bild des Hauses seines Großvaters in Simbabwe, um Themen wie Heimat, Gewalt und kulturelle Vermischung zu reflektieren.
CAT Cologne steht für Community Art Team und vergab seit 2010 Stipendien an internationale Nachwuchskünstler, die sich mit ihrer Arbeit gesellschaftlich engagieren, indem sie aktuelle Fragen und ortsspezifische Themen aufgreifen nach möglichen Lösungen suchen. Als Künstlerresidenz bot CAT Cologne Künstlern die Möglichkeit, 1 bis 3 Monate in Köln zu leben und ein künstlerisches Projekt umzusetzen. Ein begleitendes Rahmenprogramm, eine Abschlusspräsentation und ein Katalog dokumentieren das Projekt.

## Ausstellungen (Auswahl)
- 2021: Kapstadt, Get out of Jail Free, Whatiftheworld Gallery
- 2021: Mailand, Money Loves Money, Osart Gallery
- 2019: Melbourne, Plenty sits Still, Hunger is a Wanderer, Thisisnofantasy
- 2019: Kapstadt, Cross the River in a Crowd, Whatiftheworld Gallery
- 2018: Kapstadt, Please Call Me, Whatiftheworld Gallery
- 2018: Kapstadt, Patience Can Cook a Stone, Whatiftheworld Gallery
- 2017: Skövde, Schweden, Zimbabwean Traffic, Skövde Konstmuseet
- 2017: New York, Mafuta Farm, Dillon + Lee
- 2015: Kapstadt, The Original is Unfaithful to the Translation, Whatiftheworld Gallery
- 2013: Joburg Art Fair, Heartland
- 2012: Kapstadt, The Truth Lies Here, Whatiftheworld Gallery
- 2011: Wiesbaden, Deutschland, Mappa Del Mondo, NKW (Nassauischer Kunstverein Wiesbaden)
- 2010: Kapstadt, Double Entry, Whatiftheworld Gallery
- 2008: Mailand, Italien, Never Say Never, Derbylius Gallery
- 2006: Kapstadt, Take Me To Your Leader, João Ferreira Gallery